# Колодін Віктор Володимирович
Віктор Володимирович Колодін (нар. 25 листопада 1948) — радянський футболіст, півзахисник та нападник.

## Життєпис
Футбольну кар'єру розпочав в аматорському колективі «Металіст» (Севастополь). На рівні команд майстрів почав виступати 1966 року в команді «Спартак» (Мелітополь). У 1968-1970 роках виступав за СКЧФ (Севастополь). Грав у другій (1971, 1973, 1978-1979) та першій (1972, 1974-1977) лігах за «Кривбас» Кривий Ріг (1971-1973), «Металург» Запоріжжя (1974-1977), «Кристал» Херсон (1978-1979).
1980 року виступав за команду КФК «Енергія» (Нова Каховка).
Син Дмитро – український футболіст та тренер.